# Funiculaire du Pic du Jer
| |                     |                              |                              |
| Streckenlänge: | 1,110 km            |                              |                              |
| Spurweite: | 1000 mm (Meterspur) |                              |                              |
| Streckengeschwindigkeit: | 11 km/h             |                              |                              |
| |                     |                              |                              |
| \| \| \| Mont de Justice \| 426 m \| \| \| \| Talstation \| 415 m \| \| \| \| Tunnel 1 (65 m) \| \| \| \| \| Viadukt m. Ausweiche (117 m) \| \| \| \| \| Tunnel 2 (70 m) \| \| \| \| \| Bergstation \| 889 m \| \| \| \| Gipfel Pic du Jer \| 949 m \| |                     |                              |                              |
| |                     | Mont de Justice              | 426 m                        |
| Kopfbahnhof Streckenanfang |                     | Talstation                   | 415 m                        |
| Tunnel |                     | Tunnel 1 (65 m)              | Tunnel 1 (65 m)              |
| Brücke |                     | Viadukt m. Ausweiche (117 m) | Viadukt m. Ausweiche (117 m) |
| Tunnel |                     | Tunnel 2 (70 m)              | Tunnel 2 (70 m)              |
| Kopfbahnhof Streckenende |                     | Bergstation                  | 889 m                        |
| |                     | Gipfel Pic du Jer            | 949 m                        |

Die Funiculaire du Pic du Jer ist eine Standseilbahn, die von der Stadt Lourdes auf den Pic du Jer in 889 Metern Höhe führt.

## Geschichte

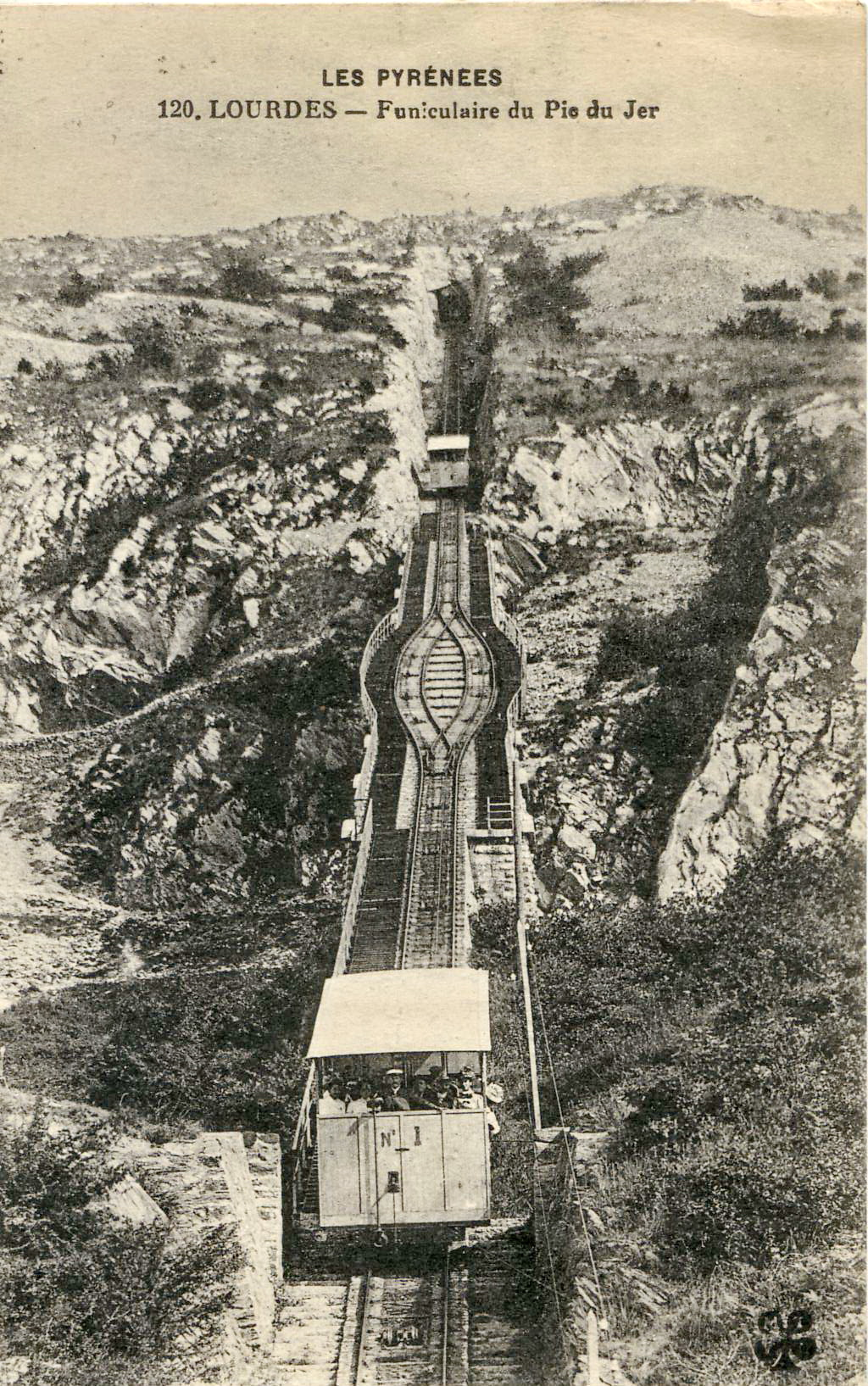
Holzkabine (vor 1914)

Infolge der Marienerscheinung von Lourdes im Jahre 1858 kam es zu einem anhaltenden Strom von Pilgern, die den Wallfahrtsort besuchten. Dies brachte den Ingenieur Alphonse Chambrelent auf die Idee, dem Stadtrat von Lourdes den Bau einer Seilbahn auf den Gipfel des Pic du Jer vorzuschlagen, um damit den religiös motivierten Tourismus um eine Art Naturtourismus zu erweitern und dazu die lokale Bergwelt zu nutzen. Nachdem eine Konzession mit einer Laufzeit von 75 Jahren eingeholt und die Compagnie du Funiculaire du Pic ins Leben gerufen wurde, begannen im August 1898 die Bauarbeiten unter der Leitung des Ingenieurs Pierre Médebielle. Die Bauzeit betrug nur zirka acht Monate und man verwendete die modernste Technik der Zeit. Zum Materialtransport verwendete man eine Materialseilbahn mit einer Kapazität von zirka 50 Tonnen Gestein, Sand und Holz pro Tag. Zur Sprengung von Einschnitten und Galerien wurde das Doppelte der normalen Menge an Dynamit verwendet. Die Arbeiten verliefen ohne größere Zwischenfälle und wurden im Dezember 1899 abgeschlossen. Nach einer kurzen Testphase wurde die Seilbahn am 16. Juni 1900 eröffnet. Sie war damit nach der Funiculaire du Capucin die zweite Seilbahn in Frankreich, die für rein touristische Zwecke errichtet wurde.
Bis 1953 beförderte die Seilbahn bereits 5 Millionen Besucher. Obwohl die Anlage ganzjährig betrieben wurde, war der Andrang mit bis zu 3000 Personen pro Tag in der Sommermonaten am größten. Im Jahr 1954 wurden zum ersten Mal Umbaumaßnahmen nötig, vor allem in Hinblick auf den erwarteten Ansturm zum hundertjährigen Jubiläum der Marienerscheinung. Dabei wurden die Antriebsmotoren der Seilwinden erneuert und die hölzernen Aufbauten der beiden Wagen durch neue in Ganzmetallbauweise ersetzt. Die Arbeiten wurden 1975 abgeschlossen. Die infolge des Zweiten Weltkriegs verlängerte Konzession der Gründergesellschaft lief 1986 aus und die Seilbahn ging in das Eigentum der Stadt Lourdes über. Am 25. Januar 1996 wurde die Bahn an eine neue Betreibergesellschaft, die Société Pyrénéenne de Gestion, kurz Sopygest, übergeben. Zwischen 1995 und 1997 wurde die Anlage komplett überholt, ebenso im Jahr 2004. Am 16. Oktober 2007 wurde die Betreibergesellschaft liquidiert und die Seilbahn ging erneut an die Stadt Lourdes. Die Anlage ist vom März bis November in Betrieb und transportiert jährlich zirka 700.000 Personen.

## Infrastruktur

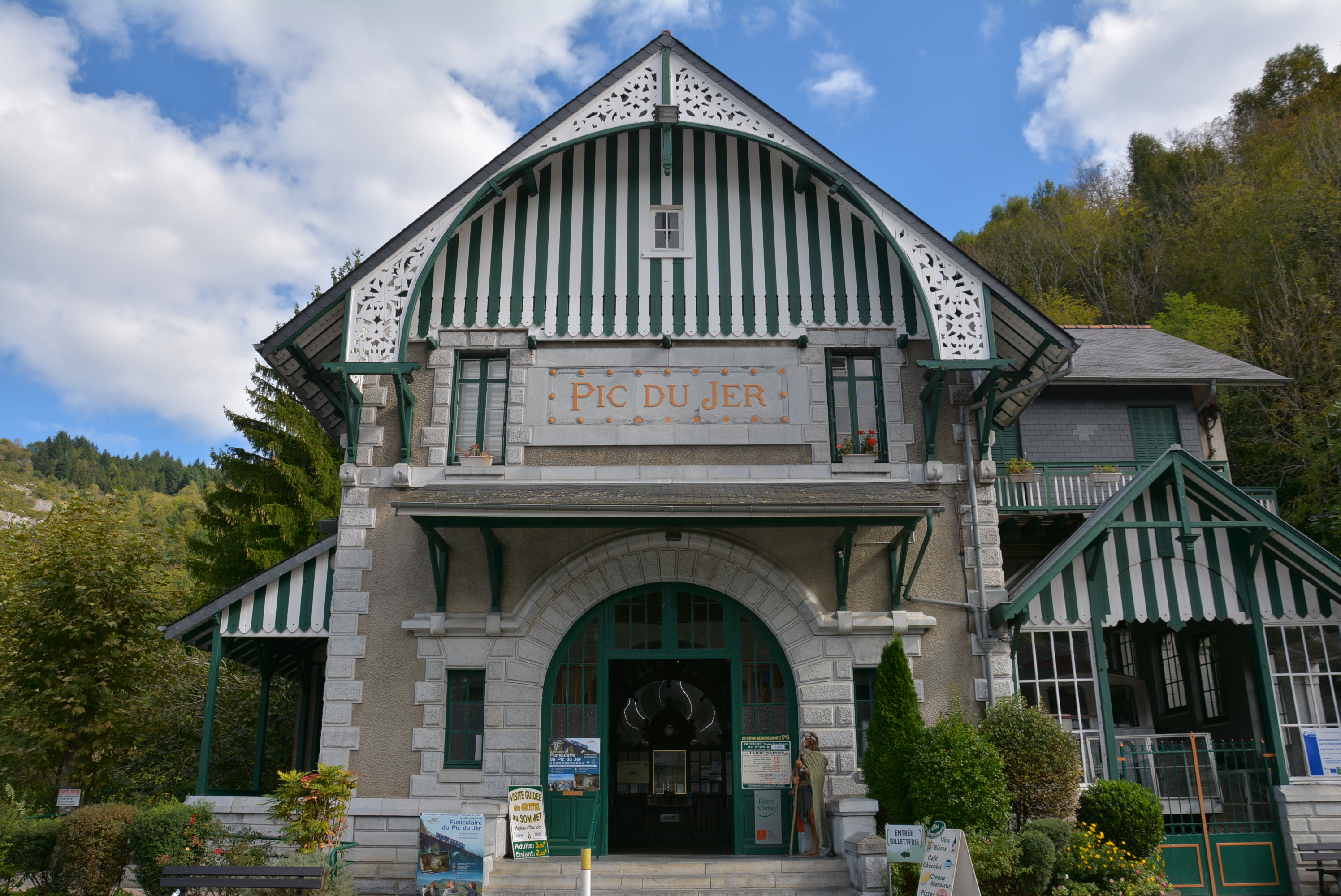
Talstation

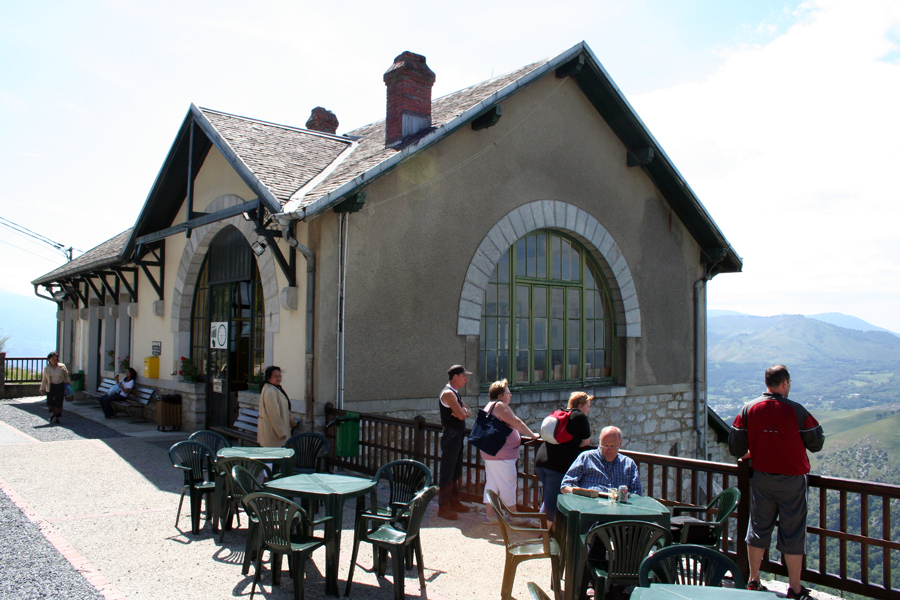
Bergstation

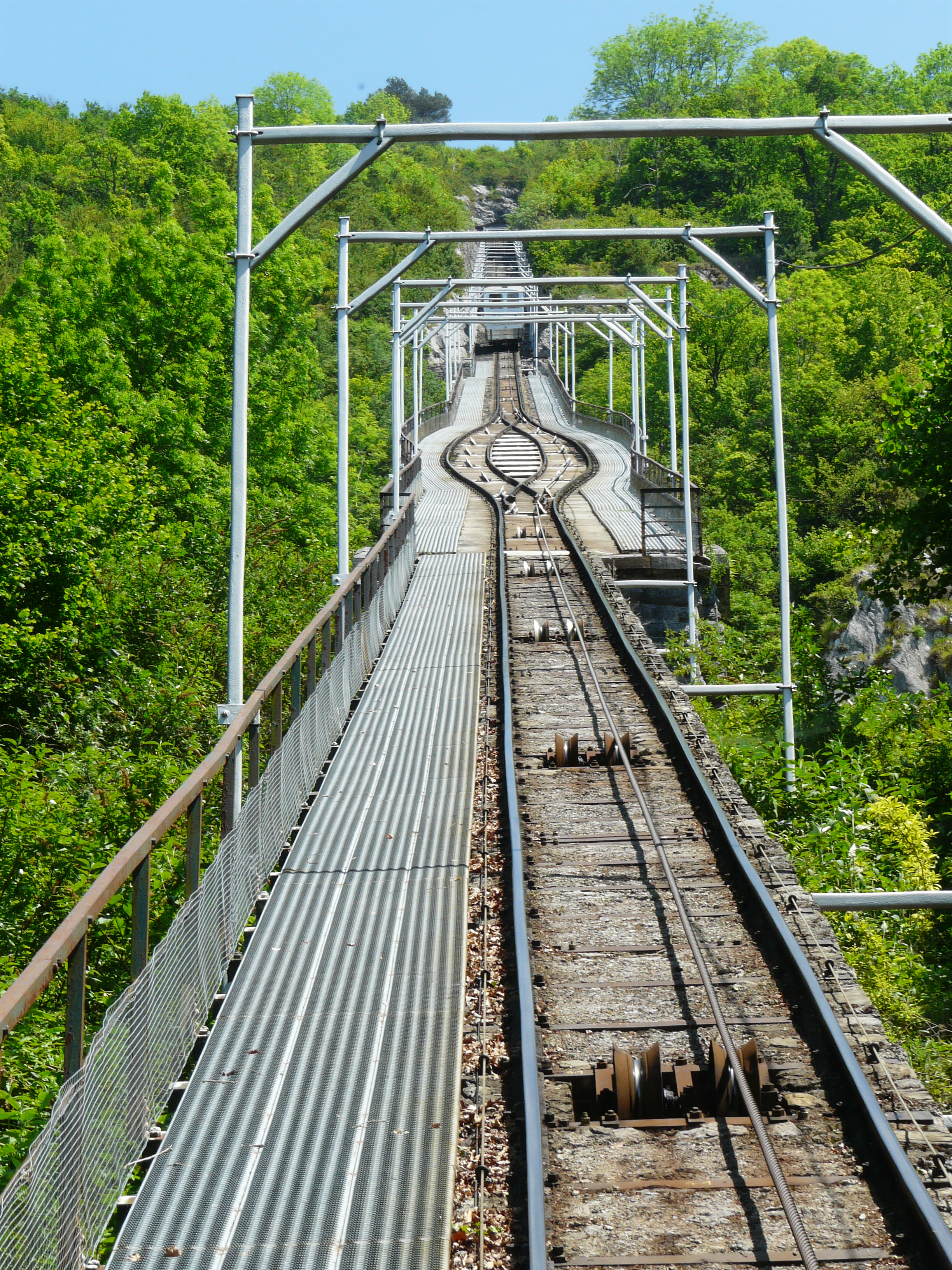
Gleis und Seil

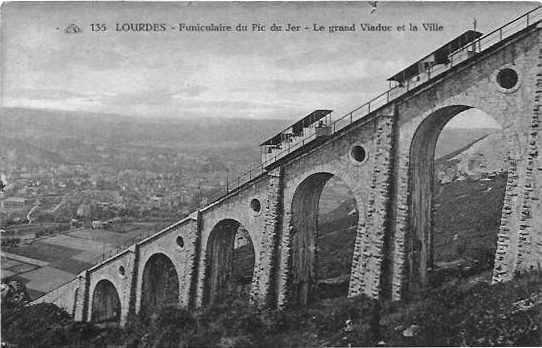
Viadukt

### Verkehrsanbindung
Der talseitige Zugang zur Seilbahn befindet sich am Stadtrand von Lourdes, an der Straße nach Cauterets. In der Nähe der Anlage befand sich bis 1930 ein Halt der Straßenbahn Lourdes und bis 1975 ein Haltepunkt der inzwischen stillgelegten Nebenbahn Lourdes-Pierrefitte-Nestalas. Der Zugang zum Gleis besteht aus einem schmiedeeisernen Tor aus der Bauzeit und einem großen Parkplatz für Autos, Reisebusse und Linienbusse, die die Seilbahn mit dem Stadtzentrum verbinden.

### Talstation
Die Talstation befindet sich in einer Höhe von 415 Metern und besteht aus insgesamt drei Gebäuden, allesamt aus Stein und mit Satteldächern. Die beiden kleineren beherbergen den Stationsvorsteher und ein Kraftwerk, während sich im größeren die eigentliche Station befinden. Im Inneren des Stationsgebäudes mit der Einrichtung vom Anfang des 20. Jahrhunderts befinden sich der Ticketschalter und mehrere Geschäfte. An einer der Innenwände befindet sich ein Wandgemälde der Höhle im Berg, die auch besichtigt werden kann. Der Wartesaal mit dem Einstieg wird von vier großen Fenstern erhellt.

### Bergstation
Die Bergstation befindet sich auf 889 Metern und besteht aus zwei Gebäuden. Im ersten befinden sich der Einstieg und der Wartesaal. Im zweiten, quer zur Bahn stehenden Gebäude befinden sich neben dem Maschinenraum auch Geschäfte. Die Strecke hat eine Länge von 1110 Metern und überwindet in 15 Minuten einen Höhenunterschied von 473 Metern. Das Gleis verläuft einspurig mit einer Ausweiche auf halber Strecke, hat eine Spurweite von einem Meter, eine Länge von zwölf Metern und ein Gewicht von 22 Kilogramm. Die Traktion erfolgte schon immer elektrisch. Ursprünglich wurde sie vom Kraftwerk in Lugagnan gespeist, seit 1935 von dem in Latour.

## Technisches

### Antrieb
Die beiden Kabinen sind im Betrieb fest mit einem 32 Millimeter starken Drahtseil verbunden,  das in der oberen Station mittels Seilscheibe umgelenkt wird. Es wurde das zuletzt 2007 erneuert. Die Leergewichte beider Kabinen heben sich in etwa auf. Der Elektromotor mit einer Leistung von 136 Kilowatt (185 PS) ist für den Fall bemessen, dass eine Kabine voll besetzt nach oben befördert und die andere leer herabgelassen werden muss. Die Höchstgeschwindigkeit beträgt elf Kilometer in der Stunde.

### Wagen
Ursprünglich hatte die Bahn hölzerne Wagen, die maximal 50 Passagiere fassen konnten. Die  aktuell verwendeten Wagen wurden 1954 von der Firma Soulé gebaut und zuletzt 1996 technisch überholt. Sie haben ein Gewicht von fünf Tonnen und sind jeweils in fünf Abteile mit Türen auf beiden Seiten unterteilt. Jedes Abteil kann acht sitzende und acht stehende Fahrgäste aufnehmen, insgesamt also 80 Personen pro Wagen. Der zugehörige Führerstand befindet sich innerhalb des Passagierraums.

### Streckenverlauf
Die Fahrt beginnt im Tal mit einem 27-prozentigen Anstieg, überwindet eine kurze Metallbrücke und fährt nach einer Kurve in ein Waldstück. Es folgt ein gerader, in den Berg eingeschnittener Abschnitt auf dem sich die Steigung auf 39 Prozent erhöht und ein erster, 75 Meter langer Tunnel mit einer Steigung von 43 Prozent. Als nächstes erreicht der Zug ein 188 Meter langes Viadukt, das vollständig aus Granit gebaut wurde und neun Bögen mit einem Radius von acht Metern und zwei kleinere mit einem Radius von zweieinhalb Metern überspannt. Das Viadukt, auf dem es ursprünglich eine Haltestelle mit einem kleinen Imbiss gab, hat eine Neigung von 48 Prozent und trägt die Ausweiche. Nach dem Viadukt steigt die Neigung konstant an, bis sie 56 Prozent erreicht. Danach fährt die Seilbahn noch 400 Meter geradeaus durch einen 10 Meter tiefen Einschnitt, durchfährt einen 65 Meter langen Tunnel und erreicht nach einem 40 Meter kurzen Viadukt die Bergstation.